# Coordonnées elliptiques
 (février 2025).

Système de coordonnées elliptiques

En géométrie, le système de coordonnées elliptiques est un système de coordonnées orthogonales à deux dimensions, dans lequel les lignes de coordonnées sont des ellipses et des hyperboles confocales. Les deux foyers {\displaystyle \mathrm {F} _{1}} et {\displaystyle \mathrm {F} _{2}} sont généralement considérés comme fixés à {\displaystyle -a} et {\displaystyle +a}, respectivement, sur l'axe des {\displaystyle x} du système de coordonnées cartésiennes.

## Définition
La notation la plus courante des coordonnées elliptiques {\displaystyle (\mu ,\nu )} est :
{\displaystyle {\begin{cases}x=a\;\cosh \mu \;\cos \nu \\y=a\;\sinh \mu \;\sin \nu \end{cases}}}
où {\displaystyle \mu } est un nombre réel positif et {\displaystyle \nu \in [0,2\pi ].}
Sur le plan complexe, une relation équivalente est :
{\displaystyle x+\mathrm {i} \,y=a\;\cosh(\mu +\mathrm {i} \,\nu )}.
Ces définitions correspondent aux ellipses et aux hyperboles. L'identité trigonométrique :
{\displaystyle {\frac {x^{2}}{a^{2}\cosh ^{2}\mu }}+{\frac {y^{2}}{a^{2}\sinh ^{2}\mu }}=\cos ^{2}\nu +\sin ^{2}\nu =1}
montre que les courbes à {\displaystyle \mu ={\text{constante}}} forment des ellipses, tandis que l'identité trigonométrique hyperbolique :
{\displaystyle {\frac {x^{2}}{a^{2}\cos ^{2}\nu }}-{\frac {y^{2}}{a^{2}\sin ^{2}\nu }}=\cosh ^{2}\mu -\sinh ^{2}\mu =1}
montre que les courbes à {\displaystyle \nu ={\text{constante}}} forment des hyperboles.

### Lien avec les coordonnées polaires
Si l'on pose {\displaystyle a=2r\,\mathrm {e} ^{-\mu }} et qu'on fait tendre {\displaystyle \mu } vers {\displaystyle +\infty }, {\displaystyle x} et {\displaystyle y} tendent vers {\displaystyle r\cos \nu } et {\displaystyle r\sin \nu } : les coordonnées elliptiques tendent vers les coordonnées polaires (de distance radiale {\displaystyle r} et d'angle polaire {\displaystyle \nu }), les ellipses confocales deviennent des cercles concentriques et les hyperboles des droites passant par l'origine.

## Facteurs d'échelle
Dans un système de coordonnées orthogonales, les longueurs des vecteurs de base sont appelées facteurs d'échelle. Les facteurs d'échelle pour les coordonnées elliptiques {\displaystyle (\mu ,\nu )} sont égaux à :
{\displaystyle h_{\mu }=h_{\nu }=a\,{\sqrt {\sinh ^{2}\mu +\sin ^{2}\nu }}=a\,{\sqrt {\cosh ^{2}\mu -\cos ^{2}\nu }}}.
En utilisant les identités à double argument pour les fonctions hyperboliques et les fonctions trigonométriques, les facteurs d'échelle peuvent être exprimés de manière équivalente comme :
{\displaystyle h_{\mu }=h_{\nu }=a\,{\sqrt {{\frac {1}{2}}(\cosh 2\mu -\cos 2\nu )}}}.
Par conséquent, un élément infinitésimal de surface est égal à :
{\displaystyle \mathrm {d} A=h_{\mu }\,h_{\nu }\,\mathrm {d} \mu \,\mathrm {d} \nu =a^{2}\left(\sinh ^{2}\mu +\sin ^{2}\nu \right)\mathrm {d} \mu \,\mathrm {d} \nu =a^{2}\left(\cosh ^{2}\mu -\cos ^{2}\nu \right)\mathrm {d} \mu \,\mathrm {d} \nu ={\frac {a^{2}}{2}}\left(\cosh 2\mu -\cos 2\nu \right)\mathrm {d} \mu \,\mathrm {d} \nu }
et le laplacien s'écrit :
{\displaystyle \nabla ^{2}\Phi ={\frac {1}{a^{2}\left(\sinh ^{2}\mu +\sin ^{2}\nu \right)}}\left({\frac {\partial ^{2}\Phi }{\partial \mu ^{2}}}+{\frac {\partial ^{2}\Phi }{\partial \nu ^{2}}}\right)={\frac {1}{a^{2}\left(\cosh ^{2}\mu -\cos ^{2}\nu \right)}}\left({\frac {\partial ^{2}\Phi }{\partial \mu ^{2}}}+{\frac {\partial ^{2}\Phi }{\partial \nu ^{2}}}\right)={\frac {2}{a^{2}\left(\cosh 2\mu -\cos 2\nu \right)}}\left({\frac {\partial ^{2}\Phi }{\partial \mu ^{2}}}+{\frac {\partial ^{2}\Phi }{\partial \nu ^{2}}}\right)}.
D'autres opérateurs différentiels tels que {\displaystyle \nabla \cdot \mathbf {F} } et {\displaystyle \nabla \times \mathbf {F} } peut être exprimé dans les coordonnées {\displaystyle (\mu ,\nu )} en substituant les facteurs d'échelle dans les formules générales trouvées en coordonnées orthogonales.